# 大连枫叶国际学校
大连枫叶国际学校由任书良始创于1995年，当时的校址就是今天的大连枫叶国际学校高中男校区，该校于2009年8月開始實行男女分校，隶属于枫叶教育集团（中国），该校由中加合办，属于国际学校，开设中国和加拿大两个国家的课程，同时受中国教育部以及加拿大不列颠哥伦比亚省教育厅的批准，也是該省认可的第一所海外学校，也因此该校毕业生可以获得中加两国双重毕业证书，其分为多个校区，拥有高中，初中，小学，等等（在大连）。大连枫叶国际学校在2016年中国内地高中美国留学排行榜上位居第四十。 